# Godefroy Durand
Pour les articles homonymes, voir Durand.
Godefroy Durand (né à Düsseldorf en 1833 et mort à Paris 5e le 27 septembre 1896) est un dessinateur, illustrateur et lithographe français. 
Il a notamment travaillé pour L'Univers illustré, L'Illustration et, à partir de 1869, pour The Graphic. Il a exposé à la Royal Society of British Artists en 1873.

## Biographie

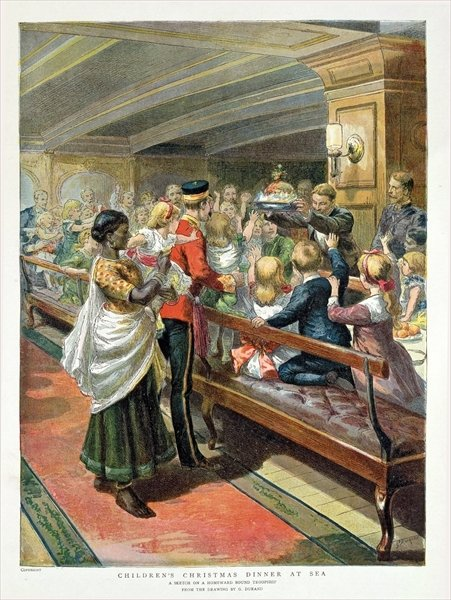
Repas de Noël en mer pour les enfants (1889)

Durand est né à Düsseldorf de parents français. Il se forme à Paris auprès de Léon Cogniet, puis travaille à Paris dans les années 1860 pour plusieurs des principaux journaux illustrés français de l'époque, dont L'Univers illustré, L'Illustration (1864), Le Monde illustré (1870) et Le Journal illustré. Il a également publié des œuvres dans l'Illustrated News of the World en 1859,.
Il s'installe définitivement à Londres en 1869 pour travailler à plein temps comme illustrateur pour le nouvel hebdomadaire illustré The Graphic, où il devient « artiste spécial ». La notice nécrologique de son ancien employeur indique qu'il a travaillé pour le journal britannique « depuis sa création », le 4 décembre 1869, pendant plusieurs décennies jusqu'aux années 1890,. Il expose Un coup de canon (1870) à la Suffolk Street Gallery, à Londres, dans le cadre d'une exposition mixte intitulée Exhibition for the Benefit of the Distressed Peasantry of France (« Exposition au profit de la paysannerie française en détresse »), organisée pour collecter des fonds en faveur des victimes de la Guerre franco-allemande de 1870. Son aquarelle Siege of Paris, 1871 Montmartre during the sortie of January 19th a été exposée à la Royal Society of British Artists à Londres en 1873. Une de ses illustrations de la guerre franco-prussienne est republiée dans le nouvel hebdomadaire belge L'Illustration européenne en 1870.
Godefroy Durand meurt dans son domicile parisien le 27 septembre 1896.